# توماسو تشامبا
توماسو وايتني (بالإنجليزية: Tommaso Whitney) ويعرف باسم «توماسو تشامبا (بالإنجليزية: Tommaso Ciampa)» هو مصارع محترف أمريكي ولد بتاريخ 8 مايو 1985 في بوستن.

## وصلات خارجية
- توماسو تشامبا على موقع دبليو دبليو إي (الإنجليزية)
- توماسو تشامبا على موقع WrestlingData.com (الإنجليزية)
- توماسو تشامبا على موقع CageMatch worker (الإنجليزية)
- توماسو تشامبا على موقع قاعدة بيانات المصارعة على الإنترنت (الإنجليزية)
- توماسو تشامبا على موقع عالم المصارعة على الإنترنت (الإنجليزية)
- توماسو تشامبا على موقع عالم المصارعة على الإنترنت (الإنجليزية)

توماسو تشامبا على موقع IMDb (الإنجليزية)